# Matsuji Ijuin
 Matsuji Ijuin (伊集院 松治, Ijūin Matsuji), né le 21 avril 1893 au Japon et mort le 24 mai 1944) était un amiral dans la Marine impériale japonaise pendant la Seconde Guerre mondiale.

## Biographie
Il est né dans le quartier Kōjimachi à Tokyo son père est l'amiral de la flotte Gorō Ijuin. Il est diplômé de la 43e classe de l'Académie navale impériale du Japon en 1915. Il termine 92e dans une classe de 96. Comme aspirant il est affecté à Incheon. En 1918, il retourne à l'école pour étudier les tactiques de torpilles et la guerre sous-marine et devient enseigne de vaisseau. En 1921 il est promu lieutenant de vaisseau et est affecté au croiseur Yakumo. À son retour il est promu capitaine de corvette. En 1930 il est nommé aide-de-camp de l'amiral Fushimi Hiroyasu et en 1932 il est promu au grade de commandant en chef. En 1935 il devient capitaine en chef.
En décembre 1942, il reçoit le commandement du Kongō mais il n'a vu aucun combat direct pendant les premiers mois de la Seconde Guerre mondiale. Mais il promu contre-amiral le 1er novembre 1943 basé à Rabaul pendant la campagne des îles Salomon. Il était le commandant japonais principal à la bataille d'Horaniu et à la bataille navale de Vella Lavella, pendant laquelle il évacua avec succès la garnison japonaise de 600 hommes de l'île de Vella Lavella, tout en repoussant les attaques des forces navales américaines. Premier chef de file du croiseur Sendai lors de la bataille de l'Augusta Bay le 2 novembre 1943, il survit au naufrage de Sendai et est sauvé plus tard, avec quelques autres survivants, par le sous-marin RO-104.
Il est tué lorsque son navire amiral, le patrouilleur Iki, est torpillé et coulé le 24 mai 1944 au nord de Saipan. Il a été promu à titre posthume au vice-amiral.